# 180-Grad-Kino

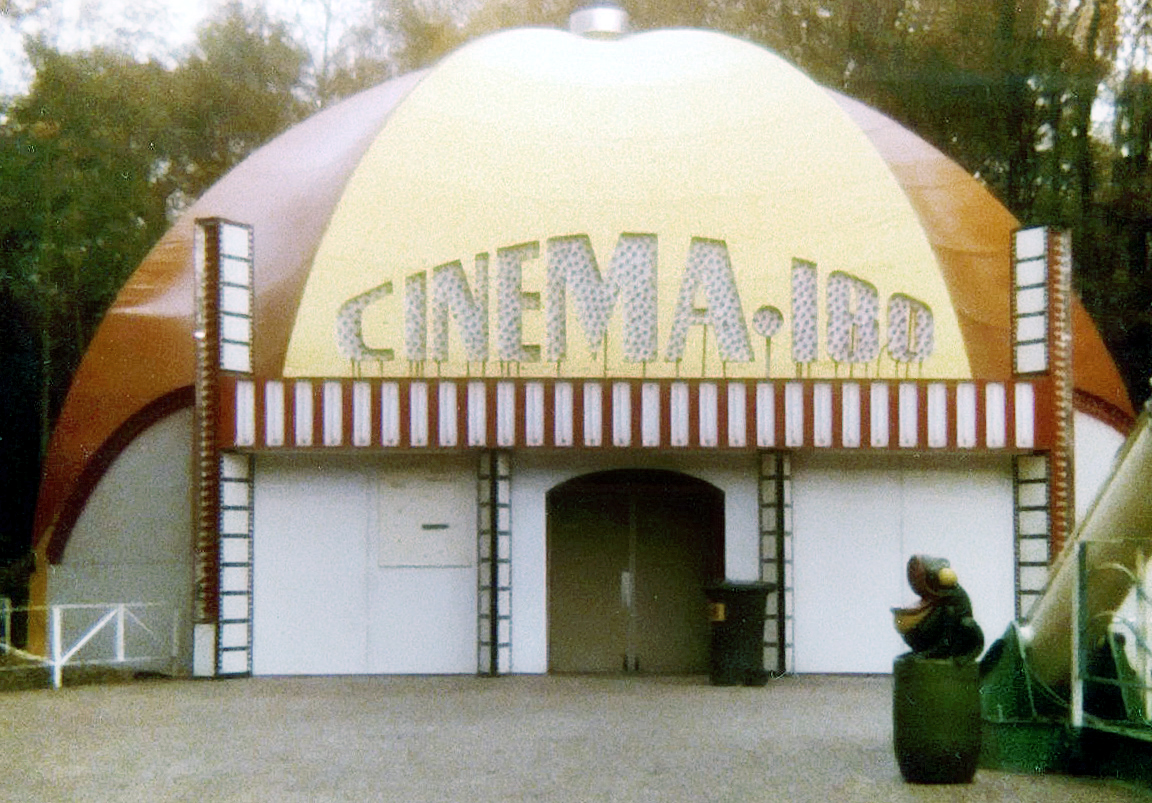
Cinema 180 im Traumlandpark, 1979

Ein 180-Grad-Kino, auch Cinema 180°, ist ein kuppelförmiges Kinozelt, in dem kurze, actionreiche Filmsequenzen, z. B. eine Achterbahnfahrt auf fast 180 Grad Breite gezeigt werden. Die Zuschauer haben dann das Gefühl, mit dieser zu fahren. 180-Grad-Kinos waren vor allem in Freizeitparks und auf Jahrmärkten in den 1980er Jahren beliebt. Später gab es auch eine 360-Grad-Variante. Die Filme waren im Gegensatz zu IMAX noch nicht in 3D oder 4D.
Eingesetzt wurde der 65-mm-Film (Omnivision, ab 1979). Die Technik basiert auf dem Cinetarium-Kuppelkino (360 Grad) von 1958 mit 35-mm-Film und 4-Kanal-Magnetton.
Der Filmprojektor befindet sich im Zelt und projiziert den Film auf die halbe Zeltwand. Das Zelt hat keinen Boden, daher stehen die Zuschauer meist darin auf einer Wiese. Bei Übelkeit oder bestimmten Szenen (Achterbahnsteigung kurz vor freiem Fall) kann der Blick nach unten abgewendet werden. Der visuelle Eindruck wird von lautem Sound untermalt.

## Kinos
(Auswahl, meist umgebaut oder nicht mehr vorhanden)
- Cinema 2000, Spreepark Berlin
- Fort Fun Abenteuerland, Bestwig-Wasserfall
- Cinema 180 (im ehemaligen Traumlandpark), Bottrop-Kirchhellen
- Cine 2000 (Phantasialand), Brühl[1][2]
- ZOOM Gelsenkirchen (Alaska Ice Adventure) mit Vibration
- Safariland, Groß-Gerau-Wallerstädten (bis 1985)
- Plopsaland Deutschland, Haßloch
- Schwabenpark, Kaisersbach (bis Saisonende 2013)
- Freizeitpark Kirchhorst
- Panorama-Park Sauerland, Kirchhundem
- Safariland Stukenbrock
- Cinema 2000, Wiener Prater

## Filme (Auszug)
Vorgeführt wurde meist einer von drei Filmen, in dem verschiedene kurze Sequenzen enthalten sind. Die Gesamtdauer pro Film beträgt etwa meist 11, maximal 20 Minuten. Aufgenommen wurden die Filme mit speziellen Fischaugenobjektiven. Das Filmformat Omnivision Cinema 180 entwickelte 1979 das Unternehmen Omni Films. Bei fast allen Filmen ist die Geschwindigkeit deutlich erhöht worden.
Neben dem amerikanischen Unternehmen „Omni Films“ gab es die deutsche Firma „CINEVISION“ aus Paderborn, die 70-mm-Filme speziell für 180-Grad-Kinos produzierte und vertrieb. Das Unternehmen ist heute in die AKPservices GmbH übergegangen.
- Crazy Wheels (erster Film, 1979)
- Pabeon (1992)
- Flight 747
- Horizons
- Wild Wild West
- Blockbuster
- Cavalcade of Thrills
- Colossus
- Thrills of America
- International Thrill Show
- Powerspeed (???? - CINEVISION)
- Brasil (???? - CINEVISION)
- Thriller 2000 (1985 - CINEVISION)
- Magic Florida (1994 - CINEVISION)

### Sequenzen
- Bobbahn
- Coasterball
- Flying Turns
- Holzachterbahn
- Korkenzieherbahn
- Pferdereitbahn
- Rotierende Wilde Maus
- Wilde Maus
- Wildwasserbahn
- Flug über den Mount Everest
- Flug über die Zugspitze
- Flug über die Schweizer Alpen
- Flug über ein beliebiges Land
- Rennwagenfahrt beliebiges Land Formel 1 oder Formel E
- Sequenz-Zeit-Beispiele im Kino Monumental Holiday Park